# Ulric d'Augsburg
|  | Per a altres significats, vegeu «Ulric». |

Ulric, Ulderic o Udalric d'Augsburg, en alemany Ulrich (Zúric, Suïssa, 890 - Augsburg, Alemanya, 4 de juliol de 973), fou un eclesiàstic germànic, bisbe d'Augsburg. És venerat com a sant per diverses confessions cristianes.

## Biografia
Ulric havia nascut a Zuric. Fins al 908 visqué com a monjo benedictí a l'Abadia de Sankt Gallen. En 923, gràcies a la influència del seu oncle, el duc Burcard III, fou elegit bisbe de la diòcesi d'Augsburg per Enric I de Saxònia. Hi millorà les condicions del clergat i 
en reforçà l'observança de la disciplina. Edificà nombroses esglésies i va fer moltes visites pastorals.
En època de les invasions magiars de Baviera i Suàbia, Ulric va fer fortificar la ciutat i, després, reconstruir les esglésies destruïdes. En 954, aconseguí que signessin la pau Ludolf de Suàbia i Otó I, que li atorgà el privilegi d'encunyar moneda. Ulric participà en molts sínodes, com el d'Ingelheim (948 i 972), Augsburg (952) i Roma (972).

## Veneració
Ulric fou canonitzat per Joan XV el 31 de gener de 993, durant un sínode tingut al Palau Laterà de Roma. Es convertí en el primer sant canonitzat per un papa, i el fet fou ratificat per bisbes francesos i alemanys mitjançant una butlla pontifícia.

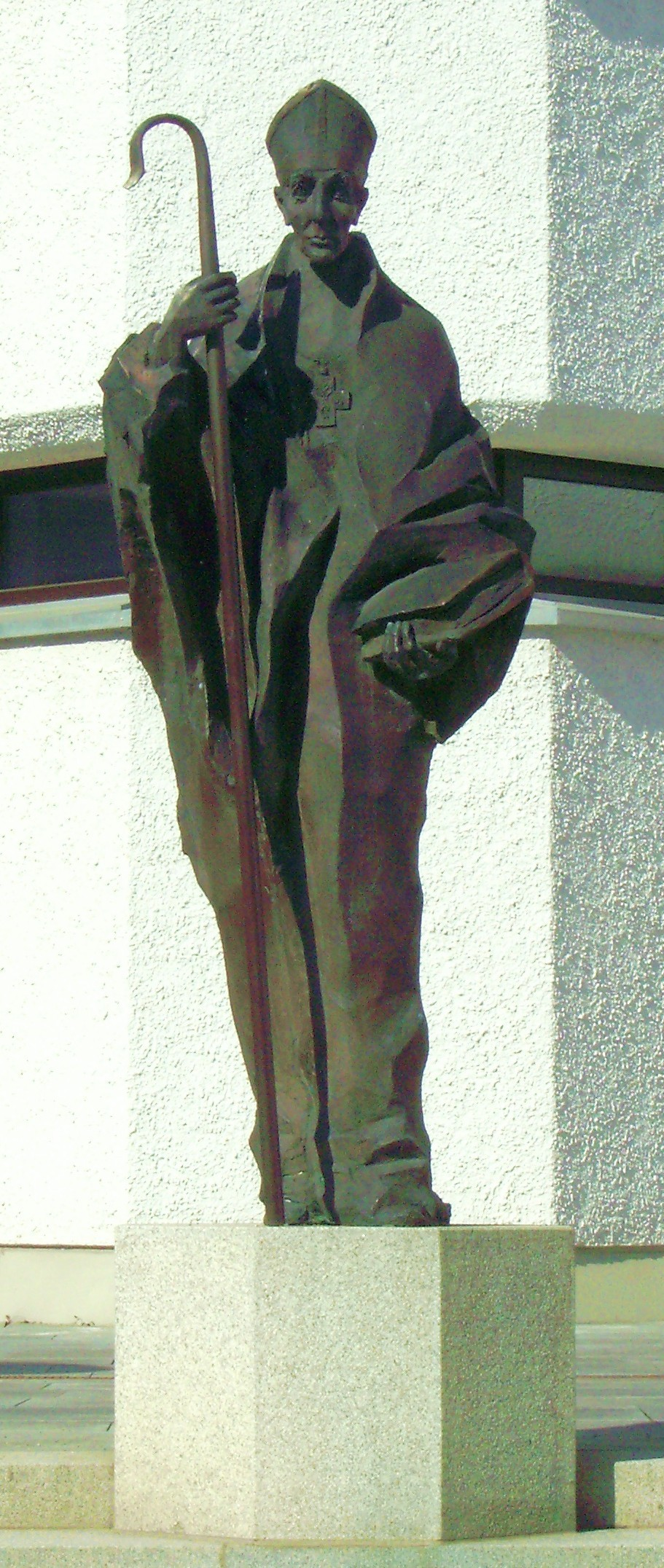
Escultura moderna a Augsburg
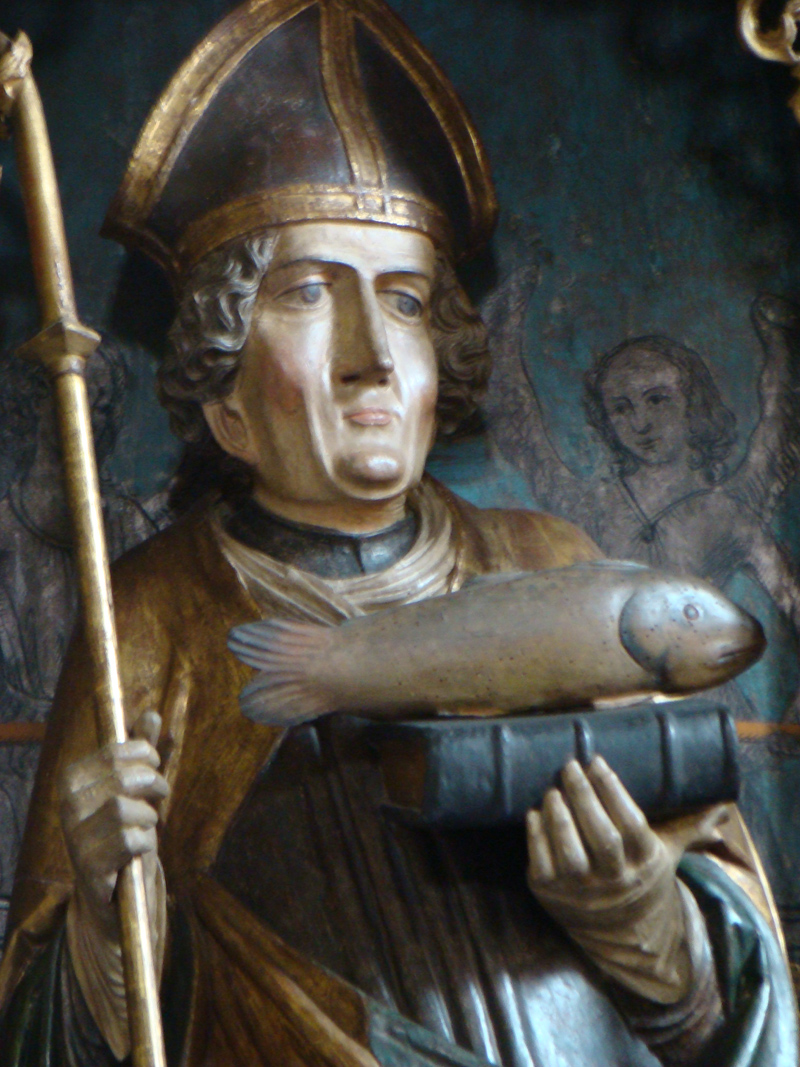
Relleu del retaule de Stockheim
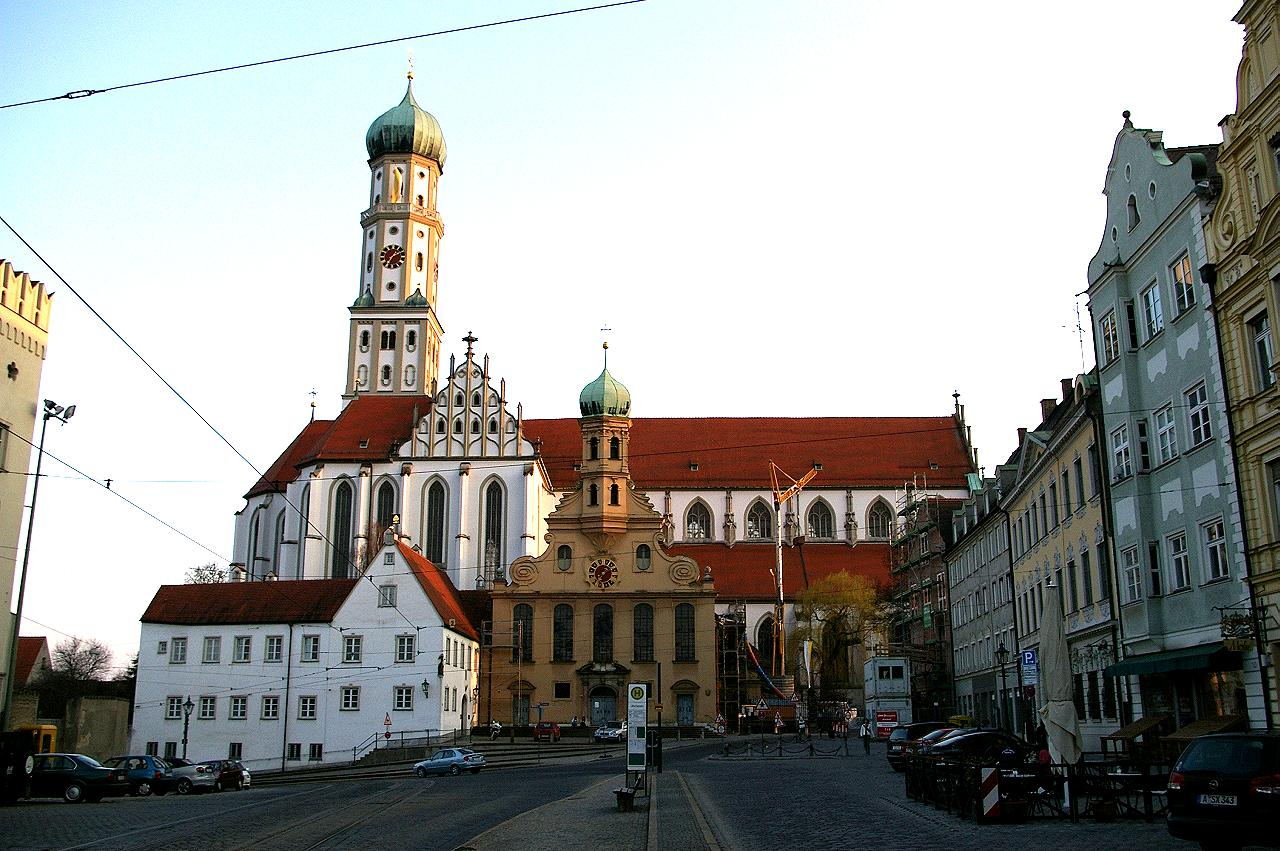
Sant Ulric i Santa Afra, d'Augsburg, amb la tomba del sant
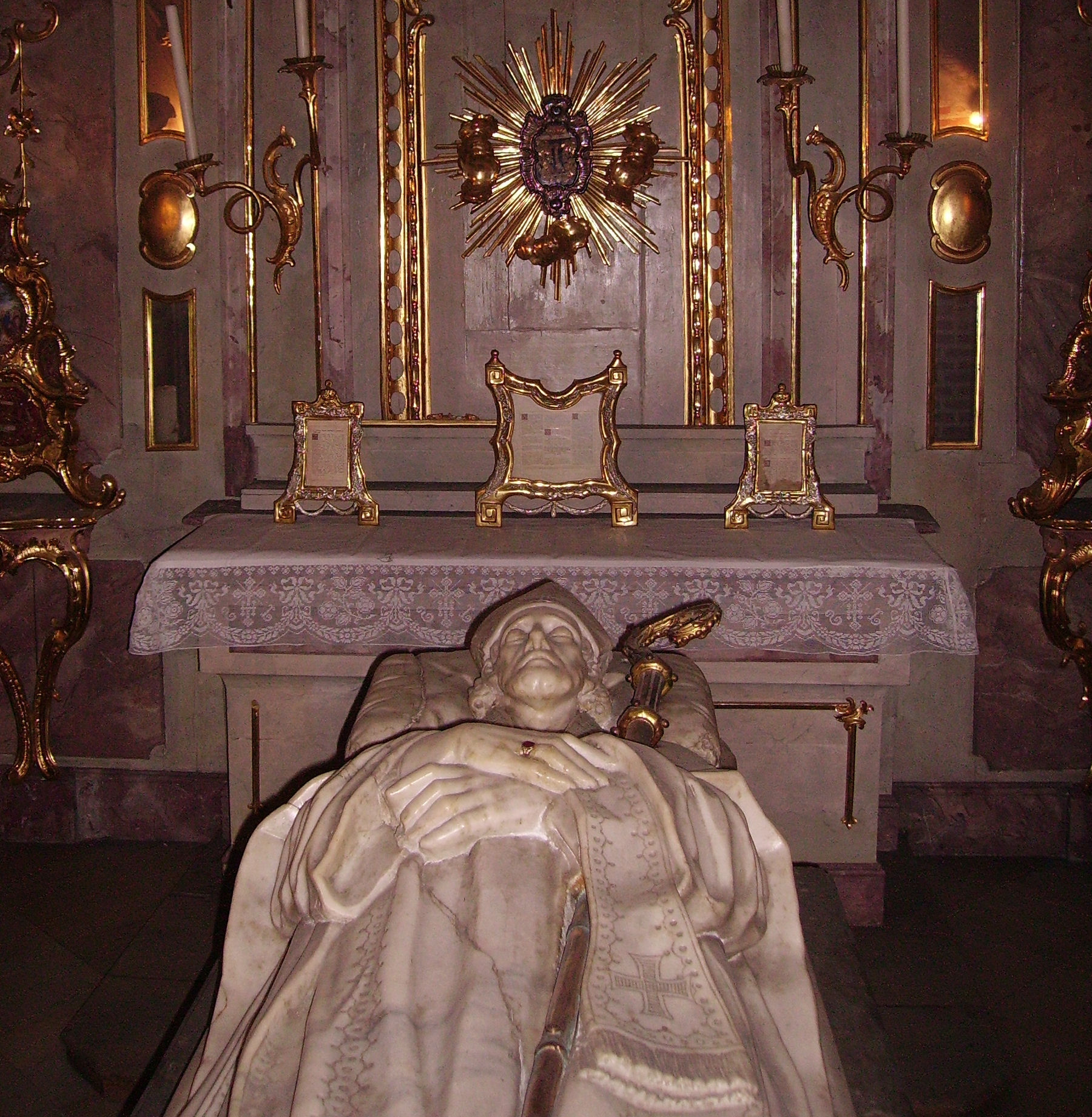
Tomba de S. Ulric